# St. Chads
St. Chads is een plaats (neighbourhood) in de Canadese provincie Newfoundland en Labrador. De kleine nederzetting bevindt zich aan de oostkust van het eiland Newfoundland en maakt deel uit van het local service district Burnside-St. Chads.

## Toponymie
De plaats stond oorspronkelijk bekend als Damnable (letterlijk "verdoemelijk", "verdomd"), naar de baai waaraan ze gelegen is. Eind de jaren 1890 werd de plaats op aanraden van pastoor T.M. Wilson hernoemd naar St. Chads, een verwijzing naar de Angelsaksische heilige Chad.
Soms wordt ook de spelling St. Chad's gebruikt (met apostrof).

## Geografie
De nederzetting bevindt zich op Eastport, een relatief groot schiereiland aan de Newfoundlandse oostkust. Ze ligt meer bepaald aan de oostzijde van dat schiereiland, aan de oevers van een goed beschermde natuurlijke haven die bekendstaat als de Damnable Bay.
De plaats ligt zo'n 4 km ten noorden van het dorp Eastport en zo'n 3 km ten zuiden van Burnside. Ze is bereikbaar via de weg die beide voornoemde plaatsen met elkaar verbindt.
St. Chads ligt in vogelvlucht zo'n 9 km ten noordoosten van het Nationaal Park Terra Nova.

## Geschiedenis
De nederzetting aan de oevers van de Damnable Bay ontstond in het midden van de 19e eeuw. Het was oorspronkelijk louter een winternederzetting van vissers uit Salvage en de Flat Islands. Hoewel de locatie te ver van goede viswateren lag, was ze ideaal om 's winters boten te laten dichtvriezen en aan houtkap en scheepsbouw te doen. De familie Hunter uit Salvage vestigde zich rond 1893 als eerste permanent aan de oevers van het baaitje.
In 1901 woonden er 33 mensen te St. Chads en in 1921 waren het er reeds 87. Dit ondanks de zware bosbrand die in 1912 de meeste huizen van het gehucht en de omliggende bossen in de as legde. Er werd door de inwoners toen meer overgeschakeld op houtkap in de wijdere regio, evenals seizoensgebonden visserij in onder meer het verre Labrador. Ook de zeehondenjacht was iedere winter een inkomstenbron.
De gemeenschap kende verdere groei toen in de jaren 50 in het kader van de hervestigingen in Newfoundland een aantal families van Flat Island naar de nederzetting verhuisden. In 1956 piekte het inwoneraantal op 141 personen.
In 1957 werd echter het Nationaal Park Terra Nova opgericht, wat slecht was voor de lokale houtkapsector. De meeste mannen van de plaats schakelden over naar jobs als timmerman of in de bouwsector, vaak elders in de provincie. Daardoor begon in St. Chads een demografische daling die zich tot in de 21e eeuw voortzet. In 1996 telde St. Chads nog 70 permanente inwoners; in 2021 waren het er nog een 40-tal.
Sinds 1986 hebben de inwoners van het plaatsje een beperkte vorm van lokaal bestuur, doordat St. Chads deel ging uitmaken van het nieuw opgerichte local service district Burnside-St. Chads.
De nabijheid tot het nationaal park en het eveneens toeristische gebied rond Eastport hebben er voor gezorgd dat veel niet langer bewoonde woningen in St. Chads in gebruik zijn gebleven als tweede verblijf of vakantiehuis. De permanente bevolking telt amper nog jonge gezinnen, wat de bevolkingsdaling in de hand werkt.